# Aborichthys garoensis
Aborichthys garoensis е вид лъчеперка от семейство Nemacheilidae. Видът е световно застрашен, със статут Уязвим.

## Разпространение
Разпространен е в Индия (Аруначал Прадеш и Мегхалая).

## Описание
На дължина достигат до 9 cm.